# Ludwig Ascher
Ludwig Ascher (* 26. Dezember 1865 in Posen; † 24. Mai 1942 im Ghetto Litzmannstadt) war ein deutscher Sozialhygieniker, der Opfer des Holocausts wurde.

## Leben

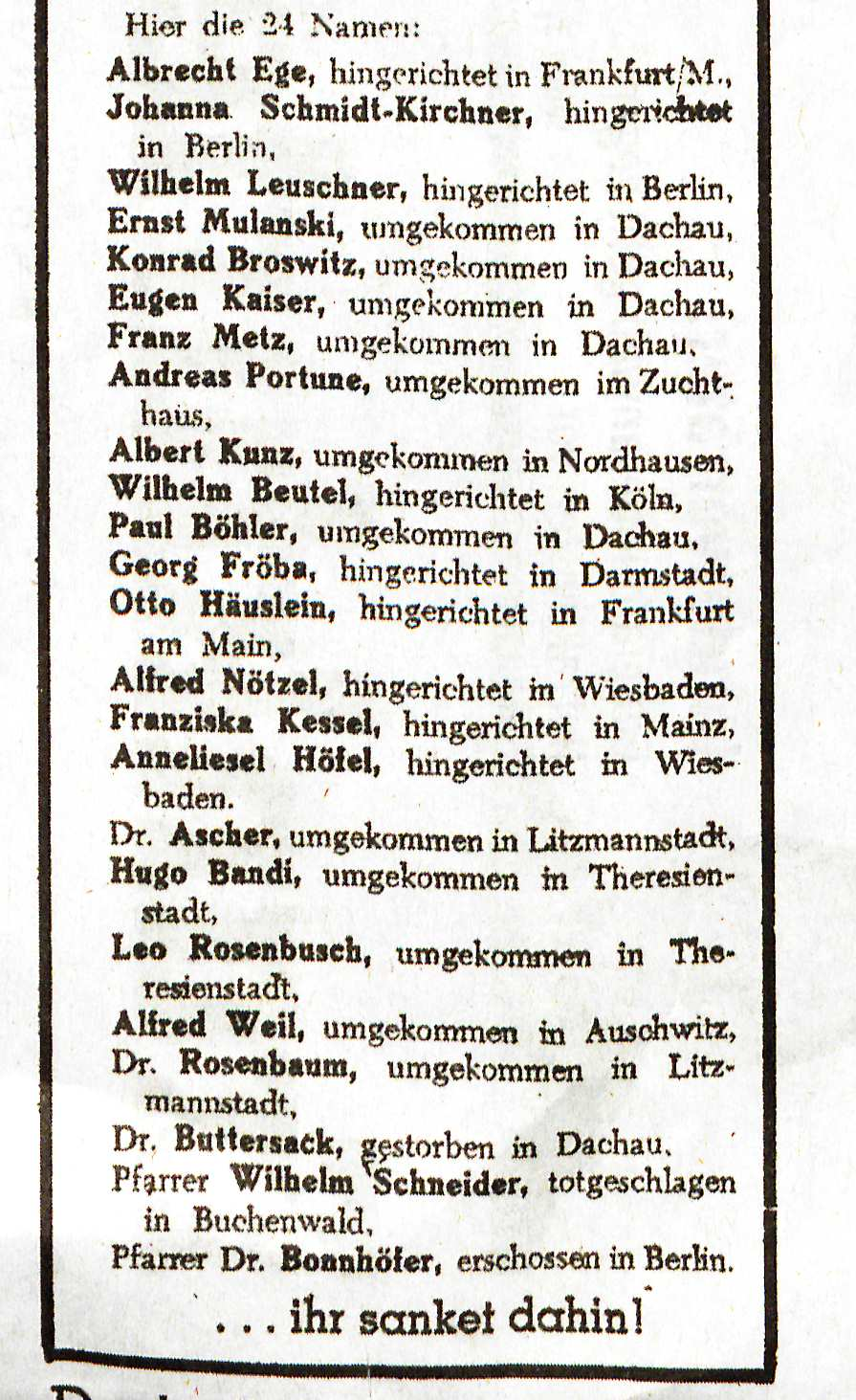
Gedenkveranstaltung in Frankfurt
Zeitungsausschnitt, FR, 1. August 1945

Ascher stammte aus einfachen Verhältnissen, seine Vorfahren waren sephardische Juden, die mit dem Alhambra-Edikt 1492 aus Spanien vertrieben worden waren. Sein Vater besaß einen Schuhladen und eine kleine Schuhreparaturwerkstatt in Posen.
Ascher studierte in Berlin, Marburg und München Medizin und erlangte 1889 die Approbation in Leipzig, wo er im selben Jahr promovierte (Appendicitis, unveröffentlicht).
Er war zunächst praktischer Arzt in Neuenburg in Westpreußen und schlug dann die beamtenärztliche Laufbahn als Medizinalrat im öffentlichen Gesundheitswesen ein. Er war als Königlicher Kreiswundarzt in Bomst und Königsberg und als Kreisarzt in Hamm, Berlin und Harburg tätig. Während des Ersten Weltkrieges war er Polizeiarzt im von Deutschen besetzten Lüttich und Stadtarzt in Antwerpen. 1918 ließ er sich in Frankfurt am Main nieder. Neben seiner Tätigkeit als Kreisarzt des Bezirks Frankfurt-Nord unterhielt er eine eigene Praxis und gründete das Sozialhygienische Untersuchungsamt in Frankfurt, dessen Leitung er übernahm. Von 1920 an hielt er im Rahmen eines Lehrauftrags Vorlesungen in Soziale Hygiene und Arbeitsphysiologie an der Universität Frankfurt. Nach seiner Pensionierung 1931 behielt er seinen Lehrauftrag an der Universität, den er jedoch am 18. Januar 1933 auf eigenen Antrag zurückgab, die genauen Umstände sind nicht bekannt. Mit der Machtergreifung der Nationalsozialisten wurde auch der bis dahin in Frankfurt hoch angesehene Medizinalrat Ascher sukzessive entrechtet. Er engagierte sich verstärkt in der liberalen Jüdischen Gemeinde in Frankfurt am Main, deren Vorsitzender er 1939/40 wurde. Zudem war er seit Dezember 1938 Mitglied des Gründungsvorstands der zwangsweise errichteten Reichsvereinigung der Juden in Deutschland, Bezirksstelle Hessen-Nassau.
Im September 1941 musste Ascher in eines der sogenannten Frankfurter „Ghettohäuser“ (Gaußstraße 14) ziehen, in denen Juden vor ihrer Deportation konzentriert wurden. Am 19. Oktober 1941 wurde er 76-jährig im Rahmen der ersten Frankfurter Judendeportationen in das Ghetto Litzmannstadt verschleppt. Er starb dort am 24. Mai 1942, wahrscheinlich an Unterernährung und Typhus.
Ascher veröffentlichte zahlreiche Untersuchungen auf dem Gebiet der Gesundheitsfürsorge und Sozialhygiene, unter anderem zur schädlichen Wirkung von Rauch auf Atmungsorgane sowie zu den Wohnbedingungen von Arbeitern im ländlichen Raum. Vor 1933 war er als bedeutender Statistiker auf dem Gebiet der Sozialmedizin und der Arbeitsphysiologie anerkannt.
Am 3. Januar 1900 heiratete er Johanna Strauss (* 23. März 1876 in Berlin; † 24. Dezember 1940 in Frankfurt am Main) in Frankfurt. Die Aschers hatten zwei Töchter, Mathilde (* 1. November 1900, 1936 emigriert nach Palästina) und Marie Anna (* 13. März 1904–1932; ihr Ehemann emigrierte mit der gemeinsamen Tochter 1937 in die USA).
An Ludwig Ascher erinnert in Frankfurt am Main ein Stolperstein in der Liebigstraße 27c (siehe Liste der Stolpersteine in Frankfurt-Westend) und einer der Namensblöcke in der Außenmauer des Jüdischen Friedhofs Battonnstraße (siehe dazu Gedenkstätte Neuer Börneplatz).